# Владимир Василь
Владимир Василь (хорв. Vladimir Vasilj, нар. 6 липня 1975, Ганновер) — хорватський футболіст, воротар.
Насамперед відомий виступами за «Загреб» та «Широкі Брієг», а також національну збірну Хорватії.

## Клубна кар'єра
У дорослому футболі дебютував 1995 року виступами за «Хрватскі Драговоляц», в якому провів три сезони, взявши участь у 63 матчах чемпіонату.
Своєю грою привернув увагу представників тренерського штабу «Динамо» (Загреб), до складу якого приєднався 1998 року. Відіграв за «динамівців» наступні три сезони своєї ігрової кар'єри, проте стати основним голкіпером не зміг.
2001 року уклав контракт з «Загребом», у складі якого провів наступні два роки своєї кар'єри гравця і допоміг команді вперше в історії стати чемпіоном Хорватії. Більшість часу, проведеного у складі «Загреба», був основним голкіпером команди.
У 2003 році Владимир перейшов в «Вартекс», у складі якого провів один сезон, зігравши 30 матчів. У 2004 році Василь повернувся в загребське «Динамо», де таки став основним воротарем і провів 20 матчів у сезоні 2004-05.
Влітку 2005 року вперше у своїй кар'єрі, перейшов в іноземний клуб, яким виявився турецький «Коньяспор», однак Василь не зумів закріпитися в основі команди і зіграв за неї всього 2 матчі.
Завершив професійну ігрову кар'єру у боснійському клубі «Широкі Брієг», за який виступав протягом 2006–2009 років.

## Виступи за збірну
29 травня 1998 року дебютував в офіційних матчах у складі національної збірної Хорватії в товариській грі проти збірної Словаччини. 
У складі збірної був учасником чемпіонату світу 1998 року у Франції, на якому команда здобула бронзові нагороди, чемпіонату світу 2002 року в Японії і Південній Кореї, та Євро-2004, проте на жодному з форумів не був основним голкіпером.

## Досягнення
- Чемпіон Хорватії: 2001–02
- Володар кубка Боснії і Герцеговини: 2007
- Бронзовий призер чемпіонату світу: 1998